# Coptosia antoniae
Coptosia antoniae là một loài bọ cánh cứng trong họ Cerambycidae.